# Монастырь Святого Георгия (Штайн-ам-Райн)
Монастырь Святого Георгия (нем. Kloster St. Georgen) — бывшее бенедиктинское аббатство в швейцарском городе Штайн-на-Рейне в кантоне Шаффхаузен. Основанный в начале XI века, монастырь был посвящён святым Георгу и Кириллу Гортинскому, и был упразднён в период Реформации в 1525 году. Тесно связанный с историей города Штайн-на-Рейне, монастырь Святого Георгия является одним из наиболее полно сохранившихся средневековых монастырских комплексов на территории Швейцарии, и используется как музей.

## Исторический очерк
Монастырь был основан около 970 г. швабским герцогом Бурхардом III и его женой Хадвиг, при непосредственном участии брата Хадвиг, баварского герцога Генриха II, и первоначально располагался на горе Хоэнтвиль в Хегау по соседству с герцогским замком. Под управлением монастыря, уже тогда посвящённого святому Георгию, находилась придворная школа (лат. schola palatina).
После смерти Бурхарда III в 973 году и с постепенной потерей Хоэнтвилем своего значения как политического центра, попавшего со смертью Хадвиг (994 г.) под опеку императора Генриха II, аббатство по просьбе населявших его монахов было около 1005 г. перенесено в лежащий неподалёку город Штайн-на-Рейне. С точки зрения ленного права монастырь подчинялся отныне основанному также Генрихом епископству Бамберг; в церковных и вероучительных вопросах он подлежал констанцскому епископу. В то же время непосредственное управление светскими делами монастыря лежало в руках фогта (нем. Kast(en)vogt); в XI—XII веках эта должность принадлежала, в основном, будущим герцогам Церинген. С 1146 года власть Церингенов в Штайне стали представлять члены рода фон Клинген, полностью перенявшие полномочия фогта в 1218 г.
В XII веке была возведена и сегодня существующая монастырская церковь; прочие постройки восходят к XIII—XV векам. В период 1400—1480 годов был оформлен зал капитула, а также клуатр в готическом стиле.
В 1457 году права фогта вместе с возвышающимся над городом и монастырём замком Хоэнклинген были выкуплены городским советом Штайна-на-Рейне, примерно в это же время попавшем в орбиту влияния Цюриха. В 1474 году члены монастырского капитула получили права цюрихского гражданства. Спустя 10 лет, в 1484 г. и сам Штайн-на-Рейне перешёл под патронат и военную защиту Цюриха, предъявившего в 1498 году права на управление монастырём Святого Георгия.
При аббате Давиде фон Винкельсхайме (с 1499 года), монастырь пережил свой последний расцвет, конец которому положил разразившийся в ходе Реформации конфликт с городским советом. 5 июля 1525 года Давид фон Винкельхайм объявил о роспуске монастыря, и оставшись верен старому вероисповеданию, удалился в Радольфцелль, где он в следующем году скончался.
В дальнейшем помещения бывшего монастыря использовались цюрихскими чиновниками, в том числе для представительских целей.
В 1806 году здания перешли в собственность кантона Шаффхаузен, и были им в 1834 году проданы купцу Иоганну Петеру (нем. Johann Peter), который, в свою очередь, подарил их городу для обустройства школы и с условием запрета их дальнейшей перепродажи. Однако для города бывший монастырь оказался тяжелым бременем, особенно после возведения нового здания городской школы в 1852 году: помещения были сданы в аренду ткацкой фабрике, в результате чего часть внутреннего убранства оказалась утраченной.
Наконец, в 1875 году бывшее аббатство приобрёл протестантский священник Фердинанд Феттер (нем. Ferdinand Vetter, 1811-1888), сын которого Фердинанд (1847—1924) провёл здесь первые реставрационные работы и организовал своего рода историко-культурный центр. В 1891 года здания монастыря Святого Георгия были поставлены под защиту швейцарской конфедерации.
В 1926 году, в результате длительных переговоров, монастырь перешёл в собственность Фонда имени Готфрида Келлера, ставящего себе задачей сохранение культурных памятников. После масштабной реставрации и консервации здесь был открыт музей, с 1945 года принадлежащий государству.